# 마고메정
마고메정(馬込町)은 도쿄부 에바라군에 일찍이 존재했던 정이다. 현재의 오타구에 해당한다.

## 역사
- 1889년 5월 1일 - 정촌제 시행에 수반해, 에바라군 마고메촌이 성립하였다.
- 1928년 1월 1일 - 마고메촌이 정으로 승격해 마고메정이 되었다.
- 1932년 10월 1일 -에바라군 전체가 도쿄시에 편입되어, 마고메정의 구역은 오모리구가 되었다.
- 1947년 3월 15일 - 오모리구가 가마타구와 합병해, 오타구가 신설되었다.

## 교통

### 철도
- 이케카미 전기철도(현 도큐급행전철)
  - 이케카미선